# 海峡両岸サービス貿易協定
海峡両岸サービス貿易協定（かいきょうりょうがんサービスぼうえききょうてい、中国語：海峽兩岸服務貿易協議、略称：服貿）は、中華民国と中華人民共和国（中国大陸）が2010年に締結した「経済協力枠組み協定（ECFA）」に基づき、2011年3月交渉開始、2013年6月21日に調印した具体化協議の1つ。2014年3月にこの協定への批准反対で起きたひまわり学生運動が原因で発効されていない。

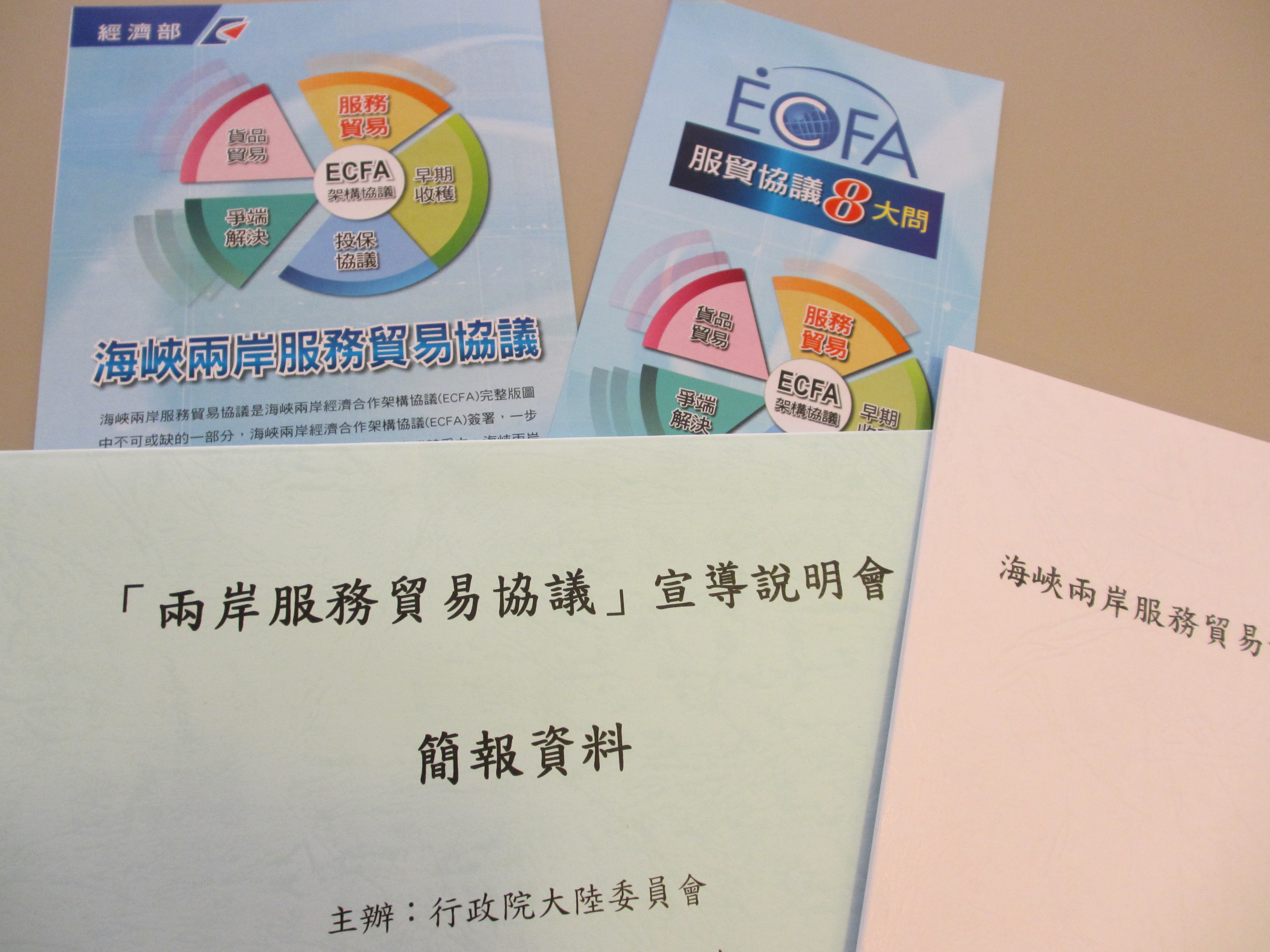
中華民国経済部や行政院大陸委員会が印刷した海峡両岸サービス貿易協定リーフレット

## 解説
本協定は台湾海峡の両岸におけるサービス貿易制限を解除し、マーケットを互いに開放し、貿易の自由化に達することを目標とする。
中華民国の与党中国国民党や馬英九総統は、台湾の発展や競争力を向上させるために、協定を早期に承認する必要があるが、中国の圧力を否定すると強調した。これに対して、野党民主進歩党や中華民国大学生たちは、中華民国の中小企業に対する脅威、人材流出、言論や情報の安全性を恐れ、監督条例を先に制定することを求めている。
本協定は2025年現在も発効されていないが、2010年に中国本土と台湾との間で発行された事実上の自由貿易協定(FTA)である両岸経済協力枠組協議(ECFA)は破棄されていない。民進党は、伝統的に中国本土との関係に慎重な立場を取っており、ECFAに対しても当初から批判的な姿勢を示してきた。同党は、ECFAが台湾の主権を損なう可能性があると懸念し、協定締結当初から反対の声を上げていた。
しかし、2016年に民進党が政権を獲得してから2025年現在に至るまで、ECFAは破棄されていない。この背景には、複数の要因がある。第一に、経済的影響の大きさがある。ECFAにより多くの台湾製品が中国市場で関税優遇を受けており、特に中小企業や伝統産業にとっては重要な経済的利益をもたらしているため、協定を破棄すればこれらの業者に深刻な影響を与えると考えられている。第二に、台湾の国際的立場がある。台湾は多くの国と正式な外交関係を持たず、自由貿易協定の締結先も限られる中で、既存の国際的経済協定の維持は極めて重要とされている。このため、民進党政権は、両岸の自由貿易協定を批判していながらECFAを破棄していない。
ECFAに類似した中国本土・マカオ経済連携緊密化取決めと中国本土・香港経済連携緊密化取決めを結んでいたマカオと香港では2016年6月1日にサービス貿易協定が発効されている。